# Konvention von Kloster Zeven

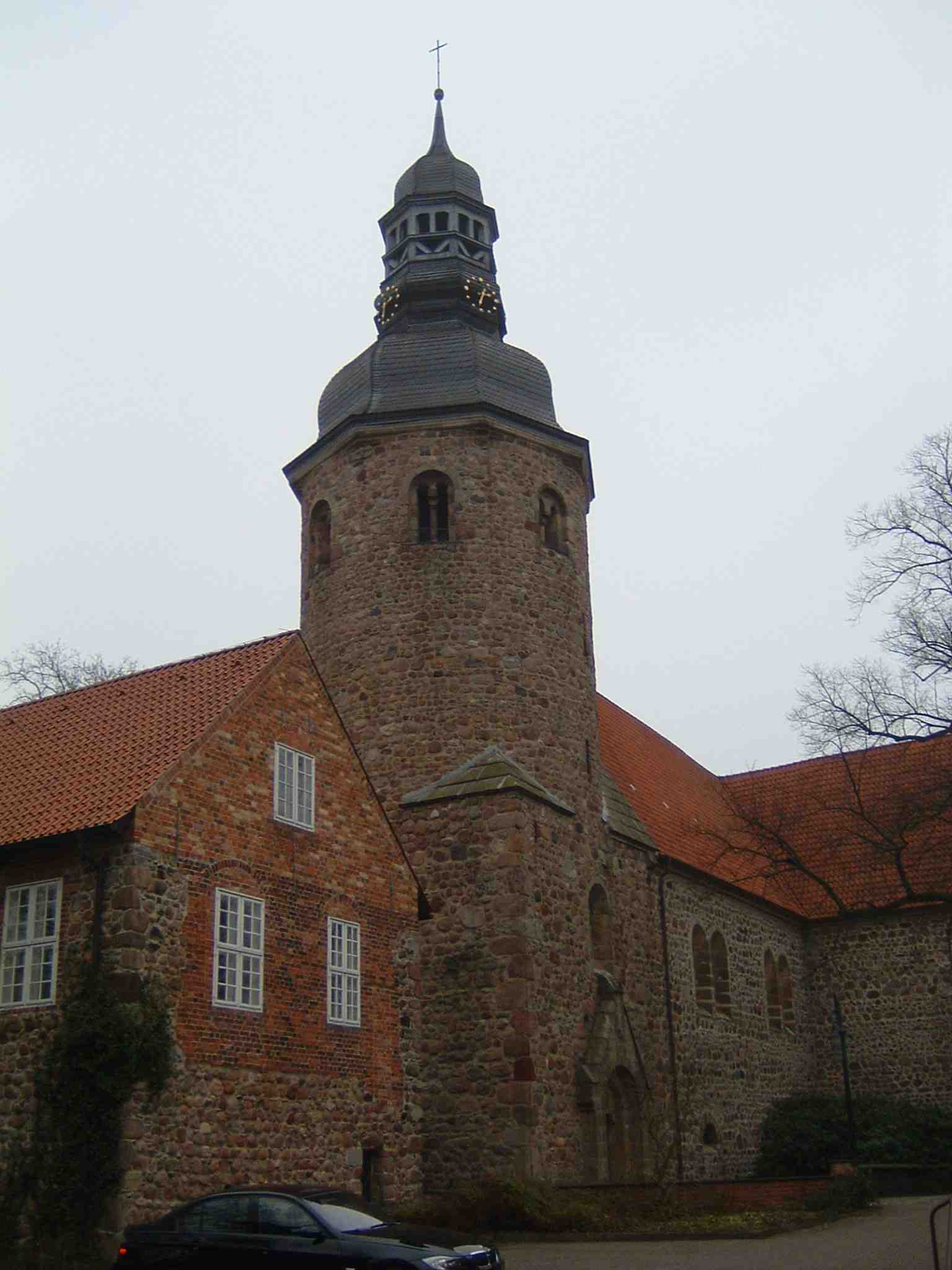
Kloster Zeven

Die Konvention von Kloster Zeven ist eine 1757 im Kloster Zeven getroffene Neutralitätserklärung des Herzogs von Cumberland gegenüber den Franzosen im Siebenjährigen Krieg.

## Ausgangslage
Nach der entscheidungslosen Schlacht bei Hastenbeck zog sich die hannoversche Observationsarmee, von den Franzosen verfolgt, über die Weser in Richtung der Festung Stade zurück. Beide Seiten ersuchten beim dänischen König um Vermittlung eines Waffenstillstandes. Dieser schickte den erfahrenen Diplomaten Rochus Friedrich zu Lynar, um die Waffenstillstandsverhandlungen zu führen. Dieser Auftrag kam so schnell zustande, dass Lynar ohne schriftliche Vollmacht oder weitführenden Instruktionen handeln musste.

## Abschluss der Konvention
Am 4. September 1757 traf Lynar beim Herzog von Cumberland ein, der mit seinen Truppen in Bremervörde lagerte. Mit einem Waffenstillstandsangebot traf er am 6. September bei den vor Zeven stehenden Franzosen ein und kehrte umgehend mit einem Gegenangebot des Herzogs von Richelieu zurück. Die Unterredungen des Herzogs von Cumberland mit seinen Ratgebern über dieses Gegenangebot dauerten so lange, dass Lynar erst wieder am 8. September bei den Franzosen eintraf und dort schockiert bemerkte, dass sich diese gegen die hannoverschen Truppen in Marsch gesetzt hatten. Lynar drängte die Hannoveraner auf einen Abschluss um jeden Preis. Am 9. September wurde per Kurier um letzte Änderungen verhandelt, am 10. September, um 4 Uhr morgens, trafen die vom Herzog von Cumberland unterzeichneten Konventionen ein.
Die Konvention von Zeven enthält im Wesentlichen nur vier Artikel:
1. Abschluss eines Waffenstillstandes innerhalb von 24 Stunden.
2. Die hessischen, braunschweigischen, sachsen-gothaischen und lippischen Hilfstruppen werden in ihre Heimat rückgeführt.
3. Die hannoversche Armee zieht sich über die Elbe in das Herzogtum Lauenburg zurück. Als Ausnahme bleibt eine 4000 bis 6000 Mann starke Besatzung in der Festung Stade.
4. Alle detachierten Abteilungen ziehen sich innerhalb von 48 Stunden nach Stade zurück.

## Auswirkungen
Die 40.000 Mann starke hannoversche Observationsarmee zog sich über die Elbe zurück, das Kurfürstentum Hannover fiel in Hände der Franzosen, allerdings war mit der Konvention von Kloster Zeven keine der Seiten zufrieden. Der britische König und hannoversche Kurfürst Georg II. bestätigte die Konvention nicht. Der Herzog von Cumberland wurde für den Abschluss der Konvention von seinem Kommando abberufen und fiel bei seinem Vater in Ungnade. Der französische König drängte auf eine weitere Konvention, nach der die hannoverschen Truppen entwaffnet werden sollten. Im November wurde die Konvention wieder aufgehoben, und diese wurde aus französischer Sicht sogar zum Pyrrhus-Sieg: Nach der Niederlage und zum Teil auch als dessen direkte Folge wurden unter Leitung von William Pitt die bis dahin eher halbherzigen britischen Kriegsanstrengungen weiter intensiviert und deutlich effektiver geführt.
Die hannoversche Ausfertigung der Konvention befindet sich heute im Standort Hannover innerhalb des Niedersächsischen Landesarchivs.